# 陨石雨
陨石雨，是一种天文自然奇观。当大块流星体受地球引力摄动而冲向地球，與大气的摩擦在下落过程中发生爆裂，分裂成许多小块，一齐飞流直下，宛如暴雨、冰雹一般散落地面。流星体未落入地表的情况被称作流星和流星雨，而有碎片落在地表的情况则被人们称之为陨石和陨石雨。如有嚴重的陨石撞击地面，除可能伤害人畜和造成地震等灾害外，还可能在地貌上造成陨石坑群。
中國曾在1976年於吉林有過著名的「吉林陨石雨」。現中國的白洋淀流域区的特殊地貌-碟形洼地及碟形群体，有學者相信就是古代一次规模巨大的陨石雨撞击留下的。

## 著名的陨石雨
- 吉林陨石雨
- 老爺嶺隕石
- 2013年俄罗斯乌拉尔陨石雨

## 相关链接
- 吉林陨石：世界陨石之最